# Kownaty-Kolonia (województwo wielkopolskie)
Kownaty-Kolonia – wieś w Polsce, w województwie wielkopolskim, w powiecie konińskim, w gminie Wilczyn.
Do 2023 miejscowość była częścią wsi Kownaty.
W latach 1975–1998 Kownaty-Kolonia należały administracyjnie do województwa konińskiego.
W roku 1934 w tej części wsi zamieszkiwało 60 osób.